# Geissorhiza nubigena
Geissorhiza nubigena är en irisväxtart som beskrevs av Peter Goldblatt. Geissorhiza nubigena ingår i släktet Geissorhiza och familjen irisväxter. Inga underarter finns listade i Catalogue of Life.